# Kolegium jezuitów w Nowogródku
Kolegium jezuitów w Nowogródku – jezuicka placówka czynna jako stacja misyjna (1626–1631), rezydencja (1631–1714) i kolegium (1714–1773) w Nowogródku, mieście województwa nowogródzkiego (pow. nowogrodzkiego) w diecezji wileńskiej (dek. nowogrodzki). Pod względem administracji Towarzystwa Jezusowego Nowogródek należał do utworzonej w 1608 roku prowincji litewskiej.

## Dzieje placówki
Stacja misyjna i rezydencja (1626–1714)
Pierwsi jezuici przybywali do Nowogródka jeszcze w XVI wieku. Na zaproszenie proboszcza Marcina Gradowskiego jezuici prowadzili dysputy, co było precedensem do osiedlenia się na stałe zakonników w Nowogródku. W roku 1626 Jan Moszyński ufundował dom oraz kościół, co pozwoliło na podniesienie stacji misyjnej do rangi rezydencji w roku 1631. W 1649 roku została otwarta szkoła gramatyczna. Rozwój placówki zahamował najazd kozacki z roku 1655, podczas którego zginął superior Grzegorz Rafałowicz. Drewniany dom, kościół oraz szkoła zostały spalone. W 1662 roku unicki metropolita kijowski Gabriel Kolenda przekazał na rzecz jezuitów opuszczoną drewnianą cerkiew we wsi Ruta, która została przeniesiona do Nowogródka. 
Ważne dla rozwoju rezydencji było wsparcie ze strony wojewody trockiego i nowogrodzkiego Bogusława Aleksandra Uniechowskiego oraz jego żony Barbary z Duninów Uniechowskiej. Zainicjowali oni budowę murowanego kościoła w roku 1687, który został ukończony w 1702 roku. W roku 1705 Barbara z Duninów wraz z drugim mężem Michałem Potockim ofiarowali dobra Burdykowszczyzna z miasteczkiem Poczapów, które miały stanowić podstawę finansową przyszłego kolegium. 
Do podniesienia rezydencji do rangi kolegium jednak nie doszło od razu ze względu na trudną sytuację finansową w okresie III wojny północnej. Przemarsze wojsk szwedzkich i rosyjskich w latach 1706–1709 spowodowały straty finansowe. Epidemia dżumy z lat 1710–1711 doprowadziła do wzrostu śmiertelności w całej prowincji litewskiej. Żaden z zakonników nowogrodzkich nie zginął, natomiast kolegium ucierpiało przez zgony poddanych, co odbiło się na finansach placówki. Zgodę na przekształcenie rezydencji w kolegium wydał generał Michelangelo Tamburini dopiero w roku 1714. Do podjęcia tej decyzji przyczynił się kolejny zapis horodniczego nowogródzkiego Jana Bakanowskiego w 1712 roku na dwuletni kurs filozofii.  
Podczas III wojny północnej prowadzone były prace budowlane. W 1709 roku superior Kazimierz de La Valle rozpoczął budowę murowanej rezydencji. Prace trwały do 1717 roku. W roku 1709 zwaliły się wieże kościoła, nowe wzniesiono w roku 1712. 
Kolegium (1714-1773)
W roku 1716 biskup wileński Konstanty Brzozowski konsekrował nowy kościół pod wezwaniem Niepokalanego Poczęcia Najświętszej Maryi Panny i Św. Stanisława Kostki. W pożarze w roku 1751 spłonęły ołtarze, dzwony, organy, wieże, zegar oraz biblioteka. Z zachowanego inwentarza wiemy, że w latach 1753-1756 powstało jedenaście ołtarzy wewnątrz kościoła. Szczególną czcią otaczany był obraz Najświętszej Maryi Panny, który ocalał w pożarze. Obraz zaginął po kasacie zakonu. Pożar zniszczył również aptekę, bibliotekę oraz części kolegium.
Budynek kolegium powstawał w wielu etapach. Pierwszy etap budowy został przerwany w związku ze śmiercią Barbary z Duninów w roku 1719. Prace wznowiono dopiero w roku 1725 i kontynuowano z przerwami do roku 1745, gdy zbudowano ostatnie skrzydło budynku. Jezuici nowogrodzcy podjęli dalszą rozbudowę, natomiast została ona przerwana ze względu na kasatę. W roku 1731 zbudowana została drewniana szkoła, która posiadała cztery sale wykładowe. W latach 1758–1762 zbudowana została dwupiętrowa oficyna, w której mieściły się izby mieszkalne oraz spichlerze. W roku 1763 zbudowana została również parterowa oficyna. Mieściły się tam stajnie, młyn napędzany wołami, wozownia oraz mieszkania służby. 
Okres po kasacie
Zwierzchnictwo nad szkołami po kasacie zostało przekazane KEN. Nowogródek był stolicą województwa, stąd KEN dbał o wysoki poziom nauczania, dlatego kadrę nauczycielską w pierwszych latach po kasacie stanowili byli jezuici. Ostatni rektor Franciszek Suchodolski pozostał na stanowisku przełożonego aż do roku 1781. W roku 1797 szkołę przejął zakon dominikanów. Dla kościoła pw. Niepokalanego Poczęcia Najświętszej Maryi Panny i Św. Stanisława Kostki nie znaleziono odpowiedniej funkcji ze względu na istnienie już kilku kościołów w mieście. Brak funduszy na utrzymanie spowodował popadnięcie w ruinę budowli. Zabudowania przekazano miastu, które podjęło decyzję o rozbiórce kościoła. W 1817 roku podjęto inicjatywę urządzania w budynku kolegium świeckiego gimnazjum. Realizacja tego przedsięwzięcia nie doszła do skutku, w 1831 roku część budynku została rozebrana. Budynek w roku 1941 został uszkodzony. Po II wojnie światowej został rozebrany. 

## Działalność misyjna
Jezuici nowogrodzcy prowadzili misje stałe poza miastem. W 1709 roku ufundowana została misja w Słonimiu przez chorążynę pińską Elżbietę z Piaseckich Godebską. Placówka ta uzyskała rangę rezydencji w roku 1725. Kolejną z misji była ufundowana przez proboszcza Sienna Stanisława Kuczyckiego misja w Lubczu w roku 1719. Spowodowane było to brakiem parafii katolickiej w mieście. Obecność jezuitów w tym prywatnym miasteczku Radziwiłłów miała też charakter ekonomiczny ze względu na przystań nad Niemnem. Jezuici budowali tu dwa spichlerze, w których składowano zboże do wysyłki na Prusy. Stacja misyjna w Horodyszczu z kolei została otwarta w roku 1739 z inicjatywy Antoniny z Zahorowskich Zamoyskiej. Misjonarze obsługiwali miejscowy kościół farny św. Anny. Misja w Worończy została powołana w 1749 roku. Fundatorami misji byli Kazimierz Ignacy i Teofila de Raëssow Niesiołowscy, kasztelanowie smoleńscy. Wybudowany przez nich kościół pw. św. Anny był filią parafii horodyskiej. Misjonarze obsługiwali kościół aż do kasaty. Kościół po roku 1773 był w bardzo złym stanie, dlatego syn fundatorów misji wojewoda nowogrodzki Józef Niesiołowski postanowił wznieść nowy murowany kościół również pw. św. Anny. Biskup wileński Ignacy Jakub Massalski konsekrował kościół w roku 1781. Jezuici nowogrodzcy prowadzili również misję w Ostrowie, Bakanowie i Poczapowie. 

## Działalność edukacyjna
Dopiero w roku 1649 został otworzony kurs humanistyczno-retoryczny. Spowodowane to było konkurencją ze strony bazylianów, którzy posiadali swoją szkołę w Nowogródku. W roku 1665 otworzono klasę poetyki. Nauczanie retoryki wprowadzono do programu nauczania w roku 1679. Jan Bakanowski w 1712 roku ufundował dwuletni kurs filozofii dla osób świeckich, natomiast od roku 1733 wprowadzono kurs matematyki. Inwentarz pokasacyjny opisuje 34 przyrządy matematyczno-fizyczne używane w kolegium. Dorywczo prowadzono kursy języków obcych: niemieckiego (1749–1751) i francuskiego w roku szkolnym 1750/51. W latach 1728–1773 prowadzono kurs filozofii dla scholastyków. Kurs teologii moralnej odbywał się w latach 1750–1752, 1754/55. Szkoły Towarzystwa wystawiały również sztuki teatralne przy okazji sesji Trybunału Głównego Litewskiego.

## Instytucje związane z placówką
Konwikt i Bursa
Konwikt powstał w roku 1655. Mieścił się on na placu kozaryńskim podarowanym przez Michała Leona Obuchowicza. W 1704 roku został on przeniesiony do kamienicy na placu tyczynińskim. W latach 30. XVIII wieku zaprzestał on działalności. 
Data powstania bursy muzycznej jest nieznana, natomiast w katalogach rocznych jest wzmianka o prefektach bursy w latach 1686-1688, 1702-1705, 1710-1773. Już w latach 60 i 70 XVII wieku Jezuici zatrudniali płatnych muzyków. Budynek bursy w przededniu kasaty mieścił się w dwupiętrowej oficynie murowanej, która znajdowała się na dziedzińcu gospodarczym. W roku 1773 zespół składał się z siedmiu płatnych muzyków oraz z uczniów. Bursa posiadała 24 instrumenty oraz 117 zapisów nutowych. 
Stowarzyszenia nabożne
Przy kościele jezuickim istniała sodalicja mariańska od roku 1664 oraz bractwo dobrej śmierci od roku 1709. 
Apteka
W roku 1721 przy kolegium powstała apteka, pierwotnie była ona umiejscowiona w budynku rezydencji. W roku 1738 została przeniesiona do południowego skrzydła kolegium. Uległa zniszczeniu w pożarze z roku 1751.  Nie udało jej się ostatecznie w całości odbudować. W 1774 roku po kasacie wydzierżawiona została przez chirurga związanego z Radziwiłłami Fryderyka Teodora Oehme. W 1836 roku znajdowała się w posiadaniu jego potomków. Apteka posiadała księgozbiór liczący 28 pozycji. O ile 24 z nich były książkami medycznymi, to pozostałe cztery miały charakter religijny i służyły przygotowaniu chorych do śmierci. 
Biblioteka
Biblioteka powstała wraz z rozpoczęciem działalności placówki. Również uległa pożarowi z roku 1751. Jezuici szybko przystąpili do odnowienia księgozbioru poprzez zakupy i donacje. W roku 1773 biblioteka liczyła 1006 pozycji. Księgozbiór po kasacie zostały przejęte przez KEN. W roku 1797 księgozbiór został przekazany do klasztoru dominikanów. W roku 1804 dominikanie łącznie posiadali około 2000 pozycji, natomiast w roku 1812 po utworzeniu lazaretu wojskowego księgozbiór liczył już tylko 600 ksiąg. W roku 1857 po zamknięciu klasztoru woluminy rozeszły się. 

## Majątki ziemskie kolegium
W momencie kasaty zakonu jezuici nowogrodzcy posiadali sześć kompleksów dóbr: Ostrów-Bakanów, nadane w 1712 przez horodniczego nowogrodzkiego Jana Bakanowskiego; Poczapów-Burdykowszczyzna, nadane przez Barbarę z Duninów w roku 1705; Mołodów, nadany w 1659 roku przez kanonika smoleńskiego i plebana mohylewskiego Michała Obryńskiego, Zaberdów, nadany w roku 1663 przez Krzysztofa Przecławskiego; Pucewicze, nadane w roku 1722 przez cześnika smoleńskiego Ignacego Srzedzińskiego oraz Brycianka. Ten ostatni majątek dzielił się Bryciankę Wielką, nadaną w roku 1700 przez Jerzego i Annę z Kaweczyńskich Hołowniów, oraz Bryciankę Małą, nadaną przez wójta nowogrodzkiego Jana Michała Uniechowskiego. Czasowo jezuici posiadali również dobra w Jatrze, Kamionce, Koniuszanach, Łydczyce, Peresiece, Połużu, Szczorsach Ostafijowskich, Wiedźmie i Zadźwiei. W momencie kasaty jezuici posiadali dziewięć folwarków, dwa miasteczka i 31 osad wiejskich, w których łącznie było 476 dymów oraz 4686 hektarów ziemi uprawnej. Przychód z dóbr wynosił 39 254 zł rocznie. 

## Majątki miejskie kolegium
Jezuici nowogrodzcy mieli również posiadłości miejskie, których mieszkańcy płacili czynsz oraz świadczyli różne usługi na rzecz Towarzystwa. Kolegium posiadało ich łącznie piętnaście na terenie Nowogródka oraz jedną na terenie Lubczy. Jezuici stanowili konkurencję w sferze gospodarczej dla miasta. Doprowadziło to do sporu między zakonem a magistratem, który został rozstrzygnięty na sądzie asesorskim 23 sierpnia 1739 roku. Na mocy wyroku jezuici musieli zwrócić miastu 9 z 15 posiadłości. 

## Superiorowie rezydencji nowogrodzkiej
Michał Rafałowicz (1624–1630), Władysław Stępkowski (1630–1632), Jakub Różnowolski (1632–1641), Jakub Ugoski (1641–1644), Jan Szylpa (1644–1645), Mikołaj Ciołek (1645–1646), Szymon Sokolnicki (1646-1647), Paweł Idzikowski (1647-1653), Jan Chludziński (1653–1655), Grzegorz Rafałowicz (1655), Władysław Rudziński (1655-1662), Adam Wardacki (1663–1672), Jerzy ł.oknicki (1673–1676), Mikołaj Zernicki (1676-1679), Stanisław Jupicki (1679–1682), Jędrzej Rybski (1682–1684), Marcin Kołakowski (1684–1690), Jacek Siemionowicz (1690-1693), Jędrzej Hladowicki (1693–1697), Jan Marcelli (1697–1700), Kazimierz de la Valle (1700–1714)

## Rektorzy kolegium nowogrodzkiego
Kazimierz de la Valle (1714–1715), Jacek Krebski (1715–1718), Adam Rostkowski (1718–1726), Antoni Misztold  (1726–1731), Franciszek Karniewski (1731–1734), Antoni Bykowski (1734–1735), Franciszek Skłodowski (1735-1738), Jan Illinicz (1738–1741), Antoni Bykowski (1741–1748), Franciszek Grzymała (1748–1752), Franciszek Rościszewski (1752–1760), Antoni Skorulski (1760–1764), Stefan Wierzbicki (1764–1768), Ignacy Chodźko (1768–1771), Franciszek Suchodolski (1772–1773)